# Seznam čilenskih smučarjev
Seznam čilenskih smučarjev.

## A
- Henrik Von Appen
- Sven Von Appen

## B
- Noelle Barahona

## C
- Nicolas Carvallo
- Eugenio Claro

## G
- Maui Gayme

## M
- Jorge Mandrú

## P
- Magdalena Pfingsthorn
- Sebastian Pfingsthorn

## V
- Josefina Vicuña